# Лукашевский, Илья Авсеевич
Илья́ Овсе́евич Лукаше́вский (20 сентября 1892—11 июня 1967) — советский скрипач.

## Биография
Учился в киевской Музыкально-драматической школе Николая Лысенко у Елены Вонсовской, затем окончил Петроградскую консерваторию (1916) у Ованеса Налбандяна. В 1919 году основал и возглавил один из первых советских профессиональных камерных ансамблей — Квартет имени Глазунова — и на протяжении нескольких десятилетий был его первой скрипкой. С 1938 года преподавал в Ленинградской консерватории по классу скрипки, руководил квартетным классом в Ленинградской консерватории, с 1964 — профессор. Заслуженный деятель искусств РСФСР (1957).